# Lakshmi Gopalaswamy
Lakshmi Gopalaswamy (Bangalore, 7 de noviembre de 1970) es una actriz, modelo y bailarina clásica india.
Proviene de una familia canarés, es hija de Uma Gopalaswamy y M.K Gopalaswamy.
Debutó en 2000, ha actuado en varias películas del cine tamil, canarés y Malayalam. Ganó el premio de cine del estado de Kerala, fue jueza en el espectáculo de baile Vodafone Thakadhimi. Ha aparecido en muchos anuncios, especialmente en Malayalam. También actuó en algunas series de televisión, tiene un programa de juegos llamado «Pareja de oro» en Jeevan TV.
Es una bailarina clásica especializada en bharatanatyam. Ha estado presentando espectáculos de danza.

## Filmografía
- 2000, Arayannangalude Veedu
- 2000, Kochu Kochu Santhoshangal
- 2004, Symphony
- 2005, Boy Friend
- 2010, Shikkar
- 2015, Karbonn

## Premios
- 2000, Premio de Cine del Estado de Kerala a la actriz de reparto
- 2001, Premio Asianet
- 2007, Premio de Cine del Estado de Kerala a la actriz de reparto
- 2014, Premio de Cine Estatal de Karnataka a la Mejor Actriz